# Calibre
Calibre – program do zarządzania biblioteką e-booków. Ma wiele funkcji ułatwiających wyszukiwanie, konwersję czy eksportowanie książek w nawet bardzo dużych zbiorach. Jest to program open source, wydany na licencji GNU GPL v3. Jego twórcą jest Kovid Goyal.

## Historia
Program powstał 31 października 2006 pod nazwą libprs500. Był narzędziem pozwalającym obsługiwać w Linuksie czytnik SONY PRS-500, który wówczas ukazał się na amerykańskim rynku. Ponieważ brak było firmowego oprogramowania pracującego w środowisku Linuksa, Kovid Goyal postanowił napisać własne. Wiązało się to z koniecznością reverse engineeringu portu USB i udało się dzięki pomocy społeczności skupionej wokół forum mobileread.com. Program działał w linii poleceń, nie miał żadnego interfejsu graficznego.
Firma Sony wraz z czytnikiem wprowadziła własny format e-booka – LRF. Aby mieć dostęp do książek również w innych formatach, Kovid Goyal dodał do programu opcję konwersji książek. Z czasem narzędzie stało się tak popularne, że sięgali po nie wydawcy czy osoby zajmujące się digitalizacją, by móc publikować dokumenty dla różnych urządzeń.
Gdy program stał się bardzo popularny, a liczba książek w posiadaniu samego Kovida wciąż się rozrastała, interfejs graficzny, ułatwiający zarządzanie stał się niezbędny. W roku 2008 Kovid Goyal zdecydował się dodać interfejs w kształcie, w którym jest do dziś i nadać programowi bardziej przyjazną nazwę: calibre. Nazwę wymyśliła żona Kovida, Krittika. „libre” w nazwie pochodzi od słowa „wolność” i oznacza, że calibre jest programem wolnym, o otwartym źródle. W pracach nad nim może wziąć udział każdy. Nazwa pisana jest małą literą – nawet na początku zdania. Według autora słowo „calibre” powinno być wymawiane jako „ca-liber”, a nie „ca-libre”.
Program jest wydawany w cyklu tygodniowym – w każdy piątek ukazuje się nowa wersja z poprawkami i ewentualnymi nowymi funkcjami. Utworzyła się wokół niego już cała społeczność: bezpośrednio nad kodem pracuje kilku programistów, do tego jest wielu testerów i osób zgłaszających błędy. calibre z prostej bazy danych rozrósł się do zaawansowanego systemu zarządzania biblioteką z wieloma narzędziami służącymi do katalogowania, konwersji i innych – potrzebnych w elektronicznej bibliotece – operacji.

## Polska społeczność calibre
Polska społeczność aktywnie uczestniczy w rozwoju elektronicznej biblioteki. Na bieżąco utrzymywana jest lokalizacja programu (jako jedna z pięciu na 200 krajów). Ma też największy zestaw własnych źródeł wiadomości – wszystkich źródeł jest ponad 600, z czego niemal 200 to polskie portale. Liczba ta sukcesywnie wzrasta.

## Najważniejsze funkcje
Wiele bibliotek
Można założyć dowolną liczbę bibliotek. Każda z nich jest niezależna, ma swoją bazę danych, znajduje się w oddzielnym katalogu. Biblioteki można z łatwością przełączać (są dostępne na liście), można przenosić i kopiować książki z jednej do drugiej.
Własne pola
Jak każda baza danych, calibre udostępnia zestaw standardowych pól, opisujących każdą książkę: autor, tytuł, opis, okładka, nr identyfikacyjny (np. ISBN) itp. Można jednak zdefiniować własne pola dowolnego typu – opisowe, pola wyboru, a nawet pola dynamiczne, wyliczane „w locie” na podstawie wartości innych pól.
Szablony pól i funkcje
Przy tworzeniu nowych pól można posłużyć się całym systemem szablonów i funkcji. Program oferuje trzy tryby „programowania” własnych pól, dając praktycznie nieograniczone możliwości kształtowania bazy danych.
Wyszukiwanie
Podstawową funkcją każdego katalogu – a tym przecież jest baza danych książek – jest poszukiwanie informacji. calibre pozwala wyszukiwać zarówno w trybie podstawowym – wyszukiwanie podanego tekstu w kilku wyspecyfikowanych polach – jak i w trybie zaawansowanym, w którym można użyć operatorów logicznych OR i AND, wyrażeń regularnych, przeszukiwać niestandardowe pola itp.
Zapisywanie wyszukiwania
Wyrażenia użyte do wyszukania książek można zapisać, tworząc tzw. wirtualne biblioteki. Przy użyciu takiej biblioteki nie tylko wyszukiwanie, ale także lista etykiet, autorów itp. będzie ograniczona do wybranego zakresu książek.
Zarządzanie etykietami, autorami itp.
Część pól, takich jak etykiety, przypisane do książek, autorzy, numery ISBN są dostępne w postaci drzewa, z którego można wybierać poszukiwane elementy, jednym kliknięciem wyszukując przypisane do nich tytuły z biblioteki. Istnieje możliwość utworzenia własnych drzew (także wielopoziomowych) na podstawie wybranych pól. Przykładem może być drzewo gatunków literackich (nieobecne domyślnie).
Wyrażenia regularne
Wyrażeń regularnych można używać w calibre niemal wszędzie – przy wyszukiwaniu, zamianie danych książek, w czasie konwersji do wyławiania (nie)potrzebnych elementów, a nawet przy importowaniu książek do biblioteki, w trakcie którego określa się, które części nazwy pliku stanowią nazwę książki, nazwisko autora, nazwę serii, numer w serii itp.
Pobieranie danych o książce
W przypadku książek pobranych z Internetu (np. Wolnych Lektur) otrzymuje się ograniczoną ilość danych o książce. Dane te mogą zostać automatycznie uzupełnione o informacje z kilku portali dla czytelników. Dostępne są również polskie portale dzięki wtyczkom opracowanym przez polskich użytkowników programu.
Zarządzanie książkami na czytniku
Bezpośrednio z calibre można zarządzać książkami umieszczonymi na czytniku. Program obsługuje wszystkie dostępne na rynku czytniki książek oraz smartfony używające Androida.
Pobieranie wiadomości w formacie elektronicznej książki
Kovid Goyal włączył do programu funkcję pobierania wiadomości z portali informacyjnych. Autor nazwał tę funkcję „książką kucharską” (calibre cookbook). Jest ona modułowa – każdy może dodać własne „przepisy” (receipt). W tej chwili liczba dostępnych przepisów we wszystkich językach przekroczyła 600. Wiadomości pobierane są w formacie e-booka (domyślnie Pub, ale można to zmienić), mogą być przesyłane na czytnik i czytane off-line.
Czytnik książek
Jednym z komponentów programu jest programowy czytnik książek, umożliwiający czytanie e-booków na ekranie komputera. Ma on wszystkie funkcje czytnika e-booków, takie jak automatyczną zmianę stron, zmianę wielkości czcionki, a dodatkowo oferuje tryb pełnoekranowy, wydruk i wiele ustawień, dzięki którym można dostosować wygląd czytnika do własnych potrzeb.
Dostęp do księgarń internetowych
Z poziomu programu można uzyskać dostęp do księgarń internetowych z możliwością porównania cen na różnych stronach.
System wtyczek
calibre obsługuje wtyczki, dodające nowe funkcje. Istnieje już kilkadziesiąt wtyczek oferujących m.in. wyszukiwanie duplikatów w bibliotece, kontrolę poprawności wpisów, listę książek do przeczytania itp.
Tworzenie katalogu książek
Istnieje możliwość utworzenia katalogu książek w bibliotece w postaci „książki” w formatach ePub, MOBI, TXT i CSV dla całej biblioteki lub tylko wybranej jej części. Taki katalog można następnie udostępnić innym osobom w celu np. wymiany książek.
Serwer WWW
Jednym z komponentów jest serwer WWW, tzw. „kontent serwer”, który udostępnia bibliotekę w sieci i umożliwia pobranie książek w wybranych formatach. Dane udostępniane są w postaci estetycznej strony, zawierającej dane książek, włączając w to opis i okładkę (o ile są dostępne).

## Obsługiwane systemy operacyjne
- Windows (32, 64, jest dostępna również wersja portable)
- Linux
- OS X

## Obsługiwane formaty książek
- AZW3(inne języki)
- CBC
- CBR
- CBZ
- CHM
- DJVU
- DOC
- DOCX
- EPUB
- FB2(inne języki)
- HTML
- HTMLZ
- LIT(inne języki)
- LRF(inne języki)
- MOBI
- ODT
- OEB
- PDB(inne języki)
- PDF
- PML
- PRC
- RB
- RTF
- SNB
- TCR
- TXT
- TXTZ